# قبا (فرغانة)
قبا هي مدينة في ولاية فرغانة، أوزبكستان. وهي عاصمة منطقة قبا.

## التاريخ
ذكرت المدينة في كثير من كتب الجغرافيون العرب باسم قبا.
قال الإصطخري في مسالك الممالك
- «من زندرامش إلى قبا مرحلة، من قبا إلى أوش مرحلة كبيرة.»[1]

## وصلات خارجية
قالب:Fergana Region